# 연인들 (1958년 영화)
《연인들》(프랑스어: Les amants)은 1958년 개봉한 프랑스의 로맨틱 드라마 영화이다. 루이 말이 감독을 맡았으며, 도미니크 비방 드농의 소설 Point de Lendemain 이 영화의 원작이다. 1958 베네치아 영화제 심사위원 특별상 수상작이다.

## 출연

### 주연
- 잔느 모로

### 조연
- 장마르크 보리
- 쥐디트 마그르
- 호세 루이스 드 빌라롱가
- 가스통 모도
- 피에르 프라그
- 미셀 지라르동
- 깁 그로삭
- 루시엔 하몬
- 알레인 커니

## 기타
- 미술: 버나드 에베인
- 미술: 자크 솔니에